# Psalm 150

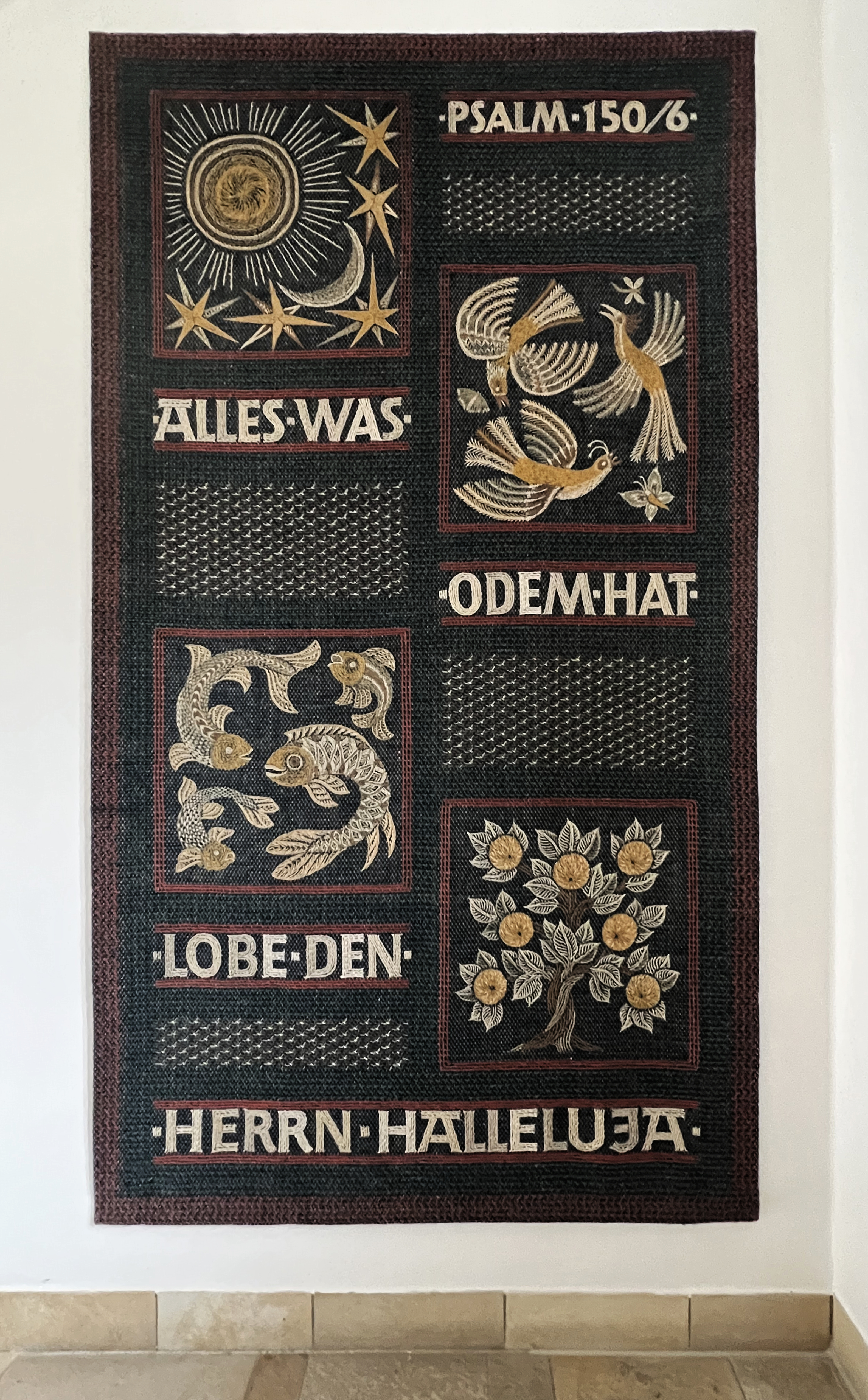
Psalm 150 Vers 6 auf Wandteppich

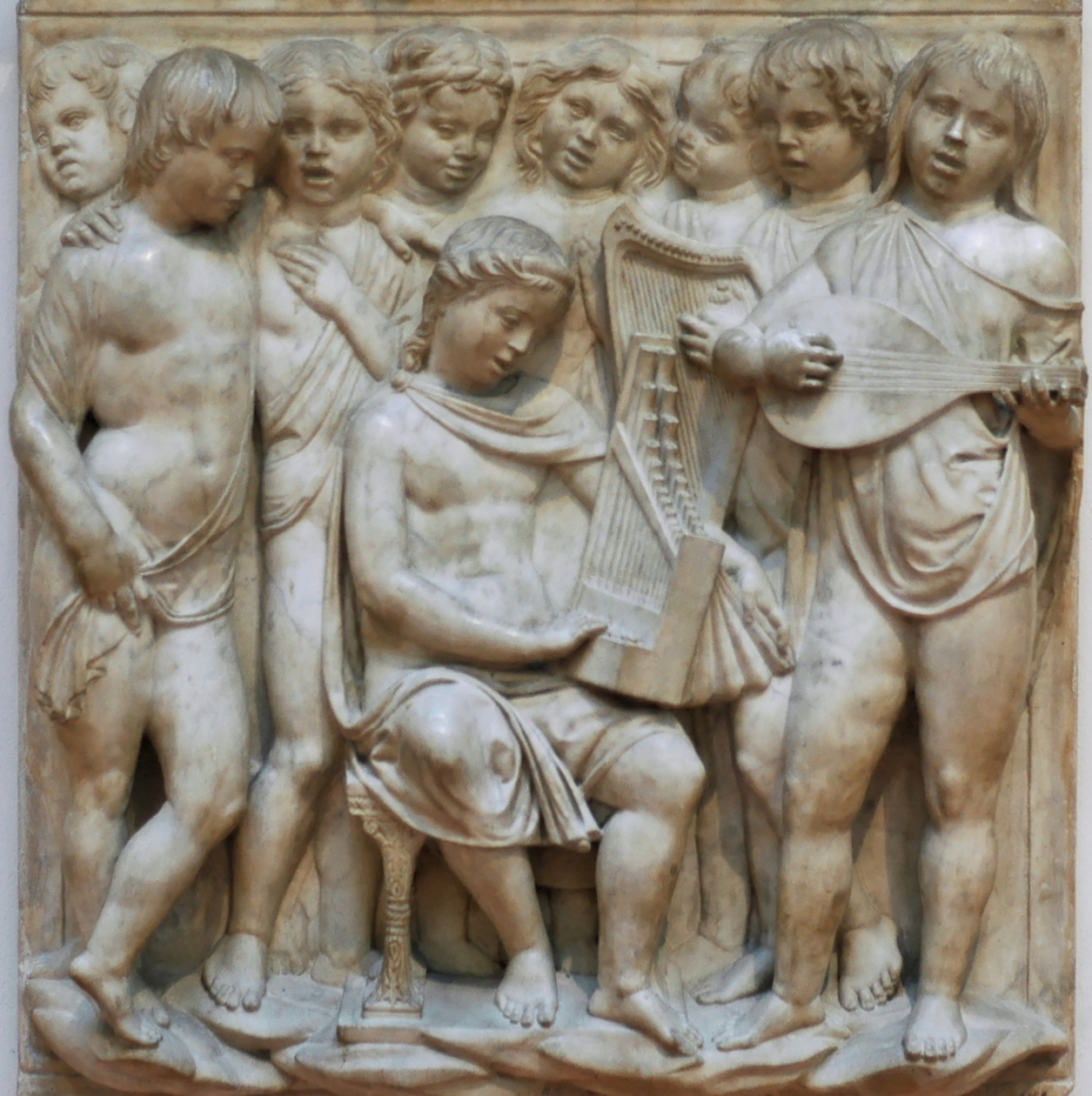
Illustration des Psalms 150 im Museo dell'Opera del Duomo in Florenz

Psalm 150 bildet den Abschluss der Psalmen, der von Delitzsch als Schluss-Halleluja bezeichnet wurde. Der Psalm ruft zum Lob Gottes und seiner Taten mit verschiedenen Instrumenten auf. Die Urheberschaft bleibt anonym.

## Aufbau
Der Psalm gibt Aufschluss darüber, wo Gott gelobt werden soll („in seinem Heiligtum“ und „in der Feste seiner Macht“) und aus welchem Grund („für seine Taten“ sowie „in seiner großen Herrlichkeit“). Im Folgenden werden Instrumente aufgezählt, mit denen das Lob erklingen soll. Den Abschluss des Psalms und damit der gesamten Sammlung von Psalmen bildet der Hinweis darauf, an wen sich der Psalm richtet: Nicht nur an Israel, sondern an „alles was Odem hat“. Anfang und Ende des Psalms markiert wie in den vorangehenden vier Hallelujapsalmen der Ausruf „Halleluja“.
Gliederung
- der Ort des Lobes (Ps 150,1 EU)
- der Inhalt des Lobes (Ps 150,2 EU)
- die Mittel des Lobes (Ps 150,3–5 EU)
- die Ausführenden des Lobes (Ps 150,6 EU)

## Rezeption

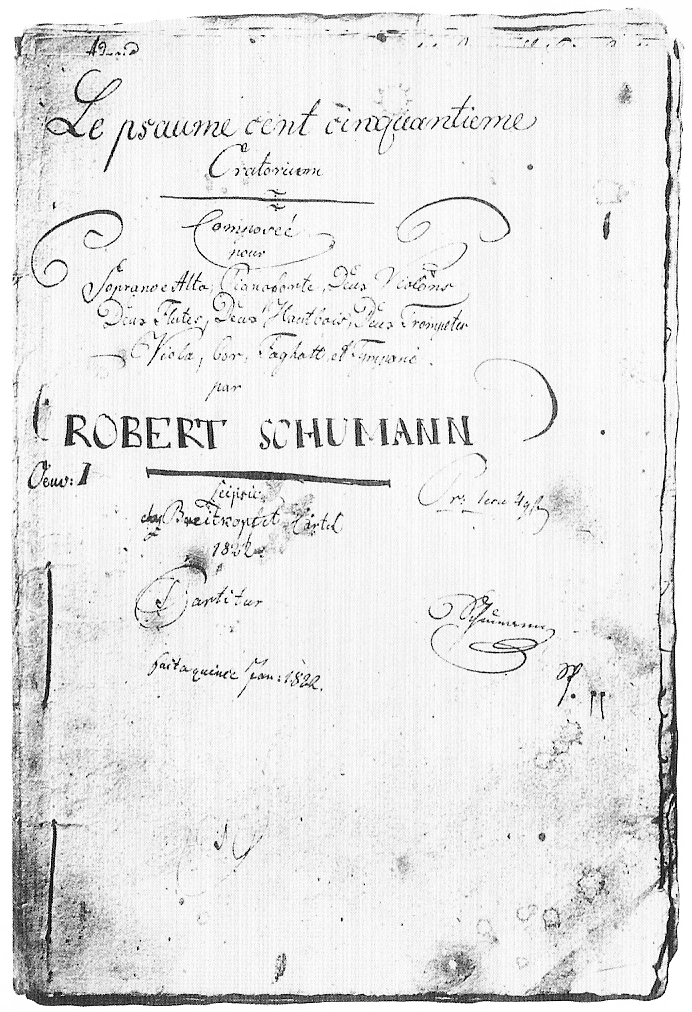
Titelblatt von Robert Schmanns Vertonung des 150. Psalms

Der Psalm 150 wurde mehrfach vertont.
- Heinrich Schütz: Alleluja! Lobet den Herren in seinem Heiligtum. Psalm 150. Aus: Psalmen Davids SWV 38 (1619)
- Jan Dismas Zelenka: Chvalte Boha silného ZWV 165 (1725)
- Johann Sebastian Bach: Singet dem Herrn ein neues Lied, BWV 225, 3. Satz (1727)
- Robert Schumann: Psalm 150 (1822)
- Felix Mendelssohn Bartholdy: Lobgesang op. 52 (1840)
- Louis Lewandowski: Großes Halleluja (Psalm 150) (ca. 1866)
- César Franck: Psaume 150 (1883)
- Anton Bruckner: Psalm 150 (Halleluja. Lobet den Herrn in seinem Heiligthum) WAB 38 (1892)
- Charles Ives: Psalm 150 (1894)
- Charles Villiers Stanford: Psalm 150: O praise God in his holiness (1909)
- Igor Strawinsky: Psalmensinfonie, 3. Satz (1930/48)
- Zoltán Kodály: Geneva Psalm 150 (1936)
- Benjamin Britten: Psalm 150 op. 67 (1962)
- Robert Maximilian Helmschrott: Der 150. Psalm (Hommage à Strawinsky) für 5-stimmigen gemischten Chor und 10 Instrumente
- Bertold Hummel: Psalm 150 (Halleluja. Laudate Dominum) op. 90,42 (1989)
- John Rutter: Psalm 150 (2002)

Auch in der heutigen Musik wird der Psalm mehrfach aufgegriffen:
- Jimmy Webb: Psalm One-Five-O auf dem Album Words and Music (1970)
- Robert Maximilian Helmschrott: Alles, was atmet, lobe den Herrn, Kv, abgedruckt in: Gotteslob. Katholisches Gebet- und Gesangbuch, Stuttgart 2013
- Godehard Joppich: Alles, was Odem hat, lobe den Herrn, Kv, abgedruckt in: Gotteslob. Katholisches Gebet- und Gesangbuch, Stuttgart 2013
- Theophil Rothenberg: Alles, was Odem hat, lobe den Herrn, 1975, Kanon, abgedruckt in: Gotteslob. Katholisches Gebet- und Gesangbuch, Stuttgart 2013
- Bernd Draffehn: Psalm 150, Halleluja! Lobet Gott in Seinem Heiligtum (1978)
- P.O.D.: Psalm 150 auf dem Album The Fundamental Elements of Southtown (1999)
- James Moss: Psalm 150 auf dem Album The J Moss Project (2004)
- MIQEDEM: Halleluhu auf dem Album MIQEDEM (2016)